# Памятник-часовня (Петровка)
«Памятник-часовня, посвященный воинам, павшим в годы Великой Отечественной войны (1941—1945 гг.)» — мемориальный памятник часовня, посвящённый памяти воинов погибших в годы Великой Отечественной войны в селе Петровка, Харанского наслега, Мегино-Кангаласского улуса, Республики Саха (Якутия). Памятник истории регионального значения.

## Общая информация
После завершения Великой Отечественной войны в городах и сёлах республики Якутия стали активно возводить первые памятники и мемориалы, посвящённые павшим солдатам. Памятник-часовню в селе Петровка Мегино-Кангаласского улуса был заложен на следующий день после Победы в Великой Отечественной войне, 10 мая 1945 года и построен к 22 июня 1945 года. Передовые плотники колхоза им. Сталина — Петров Дмитрий Егорович (Мэччэ), Осипов Дмитрий Александрович (Чооруос), Попов Николай Лазаревич, (Хохоо), Иванов Николай Яковлевич (Нотооку), Петров Семен Александрович (Отчут), услышав весть о победе советских воинов над Германией, решили возвести этот уникальный памятник-часовню.
В 2010 году, по распоряжению местного главы Харанского наслега Д. И. Назаровой была проведена реставрация памятника.

## Описание памятника
Памятник представляет собой трехступенчатую четырехгранную часовню, сложенную из струганных лиственничных досок. В верхней части этой пирамиды размещена усеченная пирамида с цилиндрическим верхом. Пятиконечная красная звезда венчает сам обелиск. Часовня имеет односкатную крышу, которая покрыта профлистом. Памятник имеет трехступенчатое основание. Дверь часовни выходит на лицевую часть комплекса. Рядом с дверью с левой стороны размещена информационная табличка. Окна расположены по трём сторонам сооружения. Вся часовня обнесена металлическим ограждение.
В соответствии с приказом Министерства культуры и духовного развития Республики Саха (Якутия) «О включении выявленного объекта культурного наследия „Памятник-часовня, посвященный воинам, павшим в годы Великой Отечественной войны (1941—1945 гг.)“, расположенного по адресу: Республика Саха (Якутия), Мегино-Кангаласский улус (район), МО „Харанский наслег“, с. Петровка, ул. Юбилейная 9/1», памятник внесён в реестр объектов культурного наследия народов Российской Федерации и охраняется государством.